# Albert Scherrer
Albert Scherrer (n. 28 februarie 1908, Riehen⁠(d), Cantonul Basel-Oraș, Elveția – d. 5 iulie 1986, Basel, Elveția) a fost un pilot de Formula 1. De-a lungul carierei a luat startul în 1 cursă, niciuna din pole-position. Nu a câștigat nicio cursă și nu a terminat niciodată pe podium, acumulând 0 puncte în întreaga activitate ca pilot de Formula 1.